# Ichthyophis
Ichthyophis là một chi động vật lưỡng cư trong họ Ichthyophiidae, thuộc bộ Gymnophiona. Chi này có 35 loài và 6% bị đe dọa hoặc tuyệt chủng.

## Hình ảnh

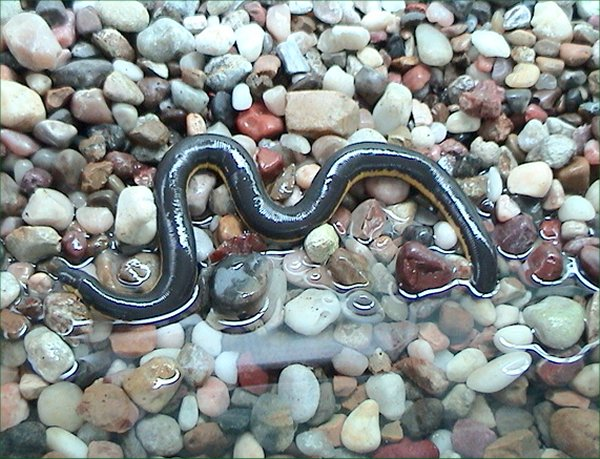
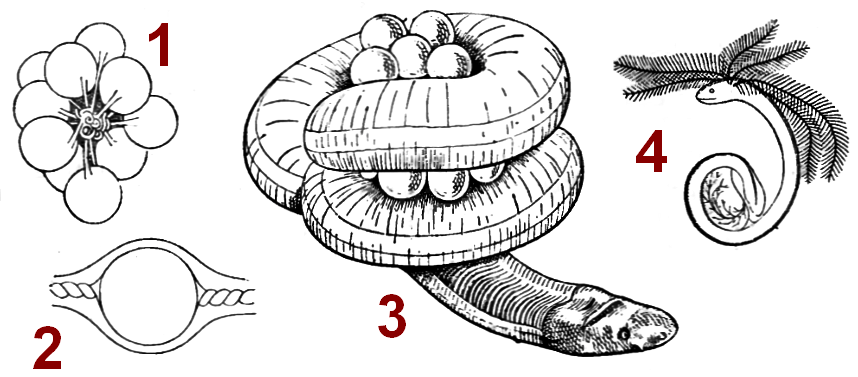

## Phân loài
| Danh pháp hai phần và tác giả                                                     | Tên thông dụng            |
| --------------------------------------------------------------------------------- | ------------------------- |
| I. acuminatus Taylor, 1960                                                        | Ếch giun đầu dài          |
| I. atricollaris Taylor, 1965                                                      | Long Bloee Caecilian      |
| I. bannanicus Yang, 1984                                                          | Ếch giun Bản Nạp          |
| I. beddomei Peters, 1880                                                          | Yellow-striped Caecilian  |
| I. bernisi Salvador, 1975                                                         | Ếch giun Indonesia        |
| I. biangularis Taylor, 1965                                                       | Angular Caecilian         |
| I. billitonensis Taylor, 1965                                                     | Billiton Island Caecilian |
| I. bombayensis Taylor, 1960                                                       | Bombay Caecilian          |
| I. dulitensis Taylor, 1960                                                        | Mount Dulit Caecilian     |
| I. elongatus Taylor, 1965                                                         | Ếch giun dài              |
| I. garoensis Pillai & Ravichandran, 1999                                          | Garo Hills Caecilian      |
| I. glandulosus Taylor, 1923                                                       | Basilan Island Caecilian  |
| I. glutinosus (Linnaeus, 1758)                                                    | Ếch giun                  |
| I. humphreyi Taylor, 1973                                                         | Humphrey's Caecilian      |
| I. husaini Pillai & Ravichandran, 1999                                            | Husain's Caecilian        |
| I. hypocyaneus (Boie, 1827)                                                       | Ếch giun Bantam           |
| I. javanicus Taylor, 1960                                                         | Javan Caecilian           |
| I. kodaguensis Wilkinson, Gower, Govindappa & Venkatachalaiah, 2007               | Kodagu Striped Caecilian  |
| I. kohtaoensis Taylor, 1960                                                       | Koa Tao Island Caecilian  |
| I. laosensis Taylor, 1969                                                         | Ếch giun Thượng Lào       |
| I. longicephalus Pillai, 1986                                                     | Long-headed Caecilian     |
| I. mindanaoensis Taylor, 1960                                                     | Ếch giun Mindanao         |
| I. monochrous (Bleeker, 1858)                                                     | Western Borneo Caecilian  |
| Ichthyophis nguyenorum (Kanto Nishikawa, Masafumi Matsui, Nikolai L. Orlov, 2012) | Ếch giun nguyễn           |
| I. orthoplicatus Taylor, 1965                                                     | Pattipola Caecilian       |
| I. paucisulcus Taylor, 1960                                                       | Siantar Caecilian         |
| I. pseudangularis Taylor, 1965                                                    | Taylor's Caecilian        |
| I. sikkimensis Taylor, 1960                                                       | Sikkimese Caecilian       |
| I. singaporensis Taylor, 1960                                                     | Singapore Caecilian       |
| I. sumatranus Taylor, 1960                                                        | Sumatra Caecilian         |
| I. supachaii Taylor, 1960                                                         | Supachai's Caecilian      |
| I. tricolor Annandale, 1909                                                       | Three-colored Caecilian   |
| I. youngorum Taylor, 1960                                                         | Doi Suthep Caecilian      |